# Фальсифікація товару
Фальсифіка́ція товару (лат. falsificatio, від falsifico «підробляти») — дії, спрямовані на обман споживача шляхом підробки об'єкта купівлі-продажу, тобто товару, з корисливою метою (за рахунок погіршення споживчих властивостей).
У широкому розумінні фальсифікація товару — це дії щодо погіршення споживчих властивостей товару чи зменшення його кількості при збереженні найхарактерніших, але неважливих для використання за призначенням властивостей. Наприклад, харчові продукти найчастіше підробляють, надаючи їм або упаковці зовнішнього вигляду товарів відомих фірм. Але смак і споживчі властивості підробок значно гірші, та й безпека сумнівна.
Проте не слід плутати сфальсифіковані товари із товарами-замінниками (сурогатами, імітаторами) та дефектними. У такого краму у маркуванні та в супроводжувальних документах останніх вказується справжнє найменування, а ціна значно нижча (наприклад, на кавові напої тощо).

## Види фальсифікацій
Залежно від характеристик товарів, які підробляються, виокремлюють кілька видів фальсифікації:
- асортиментна — полягає у повній або частковій заміні продукту зі збереженням схожості однієї чи кількох ознак за рахунок часткового розведення водою, додавання замінників більш низького ґатунку, які імітують натуральний продукт (харчових чи нехарчових), або заміни продукту імітаторами з нижчими споживчими властивостями, які спеціально розробляють для заміни натуральних;
- якісна — полягає у додаванні до продукту харчових або нехарчових добавок, які поліпшують органолептичні властивості
- кількісна — полягає в обмані споживача за рахунок значного відхилення параметрів товару від граничної норми (найчастіше — недолив у пляшки, використання дизайнерської тари меншого об'єму)
- вартісна — здійснюється за рахунок реалізації фальсифікованих продуктів за цінами натурального продукту, за зниженими цінами, за цінами, що перевищують ціни натурального аналога;
- інформаційна — полягає у наданні виробником недостовірної інформації про товар або її частковому приховуванні.